# Tanaotrichia
Tanaotrichia is een geslacht van vlinders van de familie spanners (Geometridae), uit de onderfamilie Sterrhinae.

## Soorten
- T. curvata Warren, 1895
- T. orientis Prout, 1913
- T. prasonaria Swinhoe, 1892